# Władimir Dieżurow
Władimir Nikołajewicz Dieżurow (ros. Влади́мир Никола́евич Дежу́ров, ur. 30 lipca 1962 w miejscowości Jawas w Mordowii) – rosyjski kosmonauta, Bohater Federacji Rosyjskiej (1995). Żonaty z Eleną Walentinowną, dwie córki: Anna i Swietłana.

## Loty w kosmos
Do 1979 skończył 10 klas szkoły średniej w rodzinnej miejscowości, a w 1983 Wyższą Wojskową Szkołę Lotniczą dla Pilotów im. S.I. Gricewca (ВВАУЛ) w Charkowie. W październiku 1987 został włączony do oddziału kosmonautów jako kandydat na kosmonautę-badacza, w grudniu 1987 rozpoczął przygotowania do lotu. W 1994 zaocznie ukończył Akademię Wojskowo-Powietrzną im. Gagarina, od maja 1994 do marca 1995 przechodził przygotowania do roli dowódcy pierwszej rosyjsko-amerykańskiej załogi stacji kosmicznej Mir wraz z Giennadijem Striekałowem i Normanem Thagardem.
Od 14 marca do 7 lipca 1995 odbył swój pierwszy lot kosmiczny jako dowódca stacji „Mir”; startował na statku Sojuz TM-21. Odbył pięć spacerów kosmicznych z pokładu stacji kosmicznej Mir. Spędził w kosmosie 115 dni, 8 godzin, 43 minuty i 54 sekundy. Wrócił na ziemię na pokładzie wahadłowca Atlantis (misja STS-71).
Od 10 sierpnia do 17 grudnia 2001 wykonał drugi lot kosmiczny jako dowódca Międzynarodowej Stacji Kosmicznej. Na stację dotarł wahadłowcem Discovery (misja STS-105), powrócił na pokładzie wahadłowca Endeavour (misja STS-108). W trakcie lotu czterokrotnie wychodził w otwartą przestrzeń kosmiczną. Spędził w kosmosie 128 dni, 20 godzin, 45 minut i 59 sekund.
Odbył w czasie swoich lotów dziewięć spacerów kosmicznych, trwających w sumie 37 godzin i 2 minuty. Brał udział w setnym spacerze dokonanym przez Rosjan. 7 września 1995 otrzymał tytuł „Lotnik-Kosmonauta Federacji Rosyjskiej”.

## Odznaczenia
- Bohater Federacji Rosyjskiej (7 września 1995)
- Order „Za zasługi dla Ojczyzny” IV klasy (12 kwietnia 2003)
- Medal za Lot Kosmiczny (NASA)
- Universal Astronaut Insignia za lot orbitalny (nr 325) – Stowarzyszenie Uczestników Lotów Kosmicznych (Association of Space Explorers(inne języki))[6]